# Rimantas Šalkauskas
Rimantas Šalkauskas (* 5. Januar 1947 in Pavarės, Rajongemeinde Anykščiai) ist ein litauischer Forstingenieur und ehemaliger Politiker, Vizeminister.

## Leben
Sein Vater war Bronius Šalkauskas.
Von 1953 bis 1960 lernte er an der Jonas-Biliūnas-Mittelschule Anykščiai. Von 1960 bis 1964 absolvierte er das Forsttechnikum Kaunas. Von 1964 bis 1966 arbeitete R. Šalkauskas als Gehilfe des Revierförsters und Forsttechniker in der Försterei Labanoras im Forstamt Švenčionėliai (Rajongemeinde Švenčionys) und 1966 als Ingenieur im Forstamt Joniškis. Von 1966 bis 1973 war er Revierförster von Pelyšiai und Subačius im Forstamt Kupiškis. Von 1964 bis 1970 absolvierte er das Diplomstudium an der Fakultät für Forstwirtschaft der Lietuvos žemės ūkio akademija.
Von 1973 bis 1980 arbeitete Šalkauskas als Sekretär im Rajon Kupiškis beim litauischen Komsomol-Komitee.
Seit 1982 lebt Šalkauskas in Vilnius.
Von 1982 bis 1988 war er Instrukteur der Abteilung für Landwirtschaft der Lietuvos komunistų partija und von 1988 bis zum Mai 1990 Stellvertreter des Ministers am Forstwirtschaftsministerium Litauens und Sowjetlitauens.
Von 1990 bis 1995 arbeitete Šalkauskas bei Valstybinės miškų kontrolės inspekcija und von 1997 bis 2007 an der Umweltinspektion am Umweltministerium Litauens.
Mit Frau Aldona Šalkauskienė (* 1946) hat er die Kinder Asta (* 1971) und Vaida (* 1979).